# Portoscuso
Portoscuso (sardinski: Portescùsi) je grad i općina (comune) u pokrajini Južnoj Sardiniji u regiji Sardiniji, Italija. Nalazi se na nadmorskoj visini od 6 metara i ima 5 150 stanovnika.
 Prostire se na 38,09 km². Gustoća naseljenosti je 135 st/km².
Susjedne općine su: Carbonia, Gonnesa i San Giovanni Suergiu.